# Joe Belfiore
Joe Belfiore (Tampa Bay, 3 maggio 1968) è il Corporate Vice President, Operating Systems Group di Microsoft.
È responsabile del design dei sistemi operativi Microsoft.  Nel maggio 2013 è stato riconosciuto 10°  Miglior designer in campo tecnologico.

## Carriera in Microsoft
Joe Belfiore viene assunto in Microsoft ad agosto 1990.
Prima di passare al team di Windows Phone, Belfiore è stato vice presidente della Zune Software e Servizi. Al Mobile World Congress, nel 2010, ha dichiarato di aver "lavorato in Microsoft circa 20 anni" 
Mentre a Microsoft, Belfiore è stato anche Vice Presidente della divisione di Windows  e per dieci anni come leader del team User Experience di Windows, dove ha gestito il design di interfaccia utente per Windows 95, dell'esperienza degli utenti di Internet Explorer durante IE3 e IE4, ed è stato responsabile per tutti gli aspetti della User Experience di Windows XP. Ha iniziato presso l'azienda nel 1990 come responsabile del programma su OS/2.
Prima dell'entrata in Microsoft, ha studiato Informatica all'Università di Stanford.

## Fondazione del "The Game"
Joe Belfiore è noto anche per essere stato il fondatore della caccia al tesoro non-stop di 24-48 ore "The Game".